# Mepachymerus assamicus
Mepachymerus assamicus är en tvåvingeart som först beskrevs av Cherian 1973.  Mepachymerus assamicus ingår i släktet Mepachymerus och familjen fritflugor. Inga underarter finns listade i Catalogue of Life.